# Ambricourt
Ambricourt és un municipi francès situat al departament del Pas de Calais i a la regió dels Alts de França. L'any 2017 tenia 112 habitants.

## Demografia

### Població
El 2007 hi havia 40 famílies de les quals 12 eren unipersonals, 12 parelles sense fills, 12 parelles amb fills i 4 famílies monoparentals amb fills.
Habitants censats

### Habitatges
El 2007 hi havia 54 habitatges, 45 eren l'habitatge principal de la família, 8 eren segones residències i 1 estava desocupat. Tots els 53 habitatges eren cases. Dels 45 habitatges principals, 38 estaven ocupats pels seus propietaris, 4 estaven llogats i ocupats pels llogaters i 2 estaven cedits a títol gratuït; 3 tenien tres cambres, 8 en tenien quatre i 33 en tenien cinc o més. 34 habitatges disposaven pel capbaix d'una plaça de pàrquing. A 23 habitatges hi havia un automòbil i a 12 n'hi havia dos o més.

## Economia
El 2007 la població en edat de treballar era de 57 persones, 47 eren actives i 10 eren inactives. De les 47 persones actives 46 estaven ocupades (26 homes i 20 dones) i 1 aturada (1 dona i 1 dona). De les 10 persones inactives 2 estaven jubilades, 4 estaven estudiant i 4 estaven classificades com a «altres inactius».
Activitats econòmiques
El 2007, hi havia una empresa extractiva, una empresa de construcció, dues comerços i una empresa de serveis i deu explotacions agrícoles